# ادیت بوش
ادیت بوش (هلندی: Edith Bosch؛ زادهٔ ۳۱ مهٔ ۱۹۸۰) جودوکار اهل هلند است.
وی در مسابقات کشوری و بین‌المللی در مجموع برندهٔ ۵ مدال طلا، ۳ مدال نقره، ۶ مدال برنز شده‌است.